# Shitennō (clan Tokugawa)
Les quatre rois célestes des Tokugawa (徳川四天王, Tokugawa-shitennō) est un sobriquet japonais qui se réfère à quatre généraux samouraïs extrêmement compétents qui combattirent pour le compte de Tokugawa Ieyasu durant l'époque Sengoku. Ils furent renommés toute leur vie durant comme les quatre vassaux les plus farouchement loyaux du clan Tokugawa au début de la période Edo.

## Étymologie
Le sobriquet provient du Shi Tennō de l'iconographie bouddhiste. On les dit gardiens des quatre horizons.

## Les quatre généraux
Chacun de ces quatre généraux est le fondateur d'une branche cadette du clan :
- Honda Tadakatsu[3] du clan Honda[4] ;
- Ii Naomasa[5] du clan Ii[6] ;
- Sakakibara Yasumasa[1] du clan Sakakibara[7] ;
- Sakai Tadatsugu[1] du clan Sakai[8].

## Galerie des quatre généraux

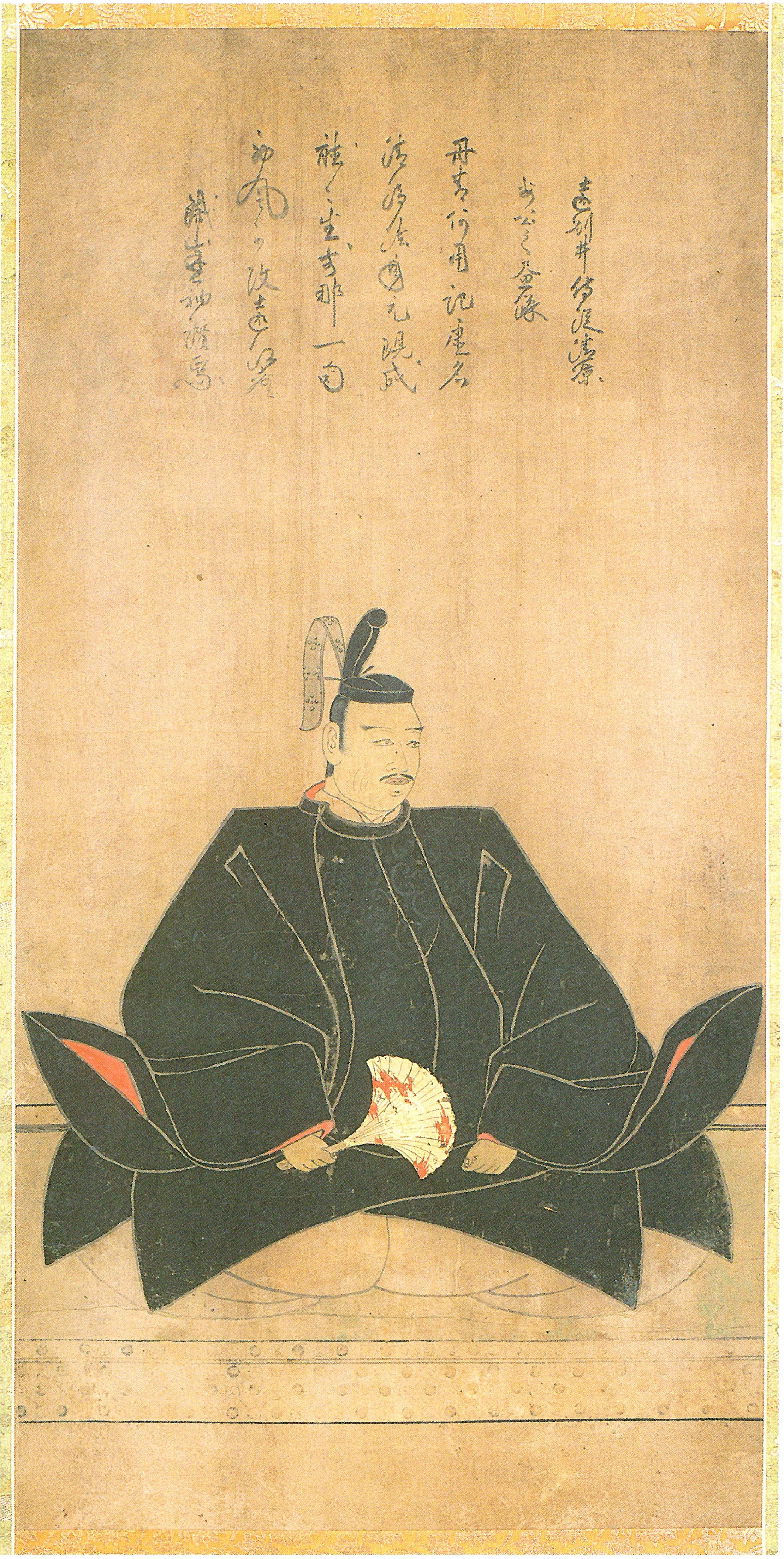
Ii Naomasa (1561-1602).
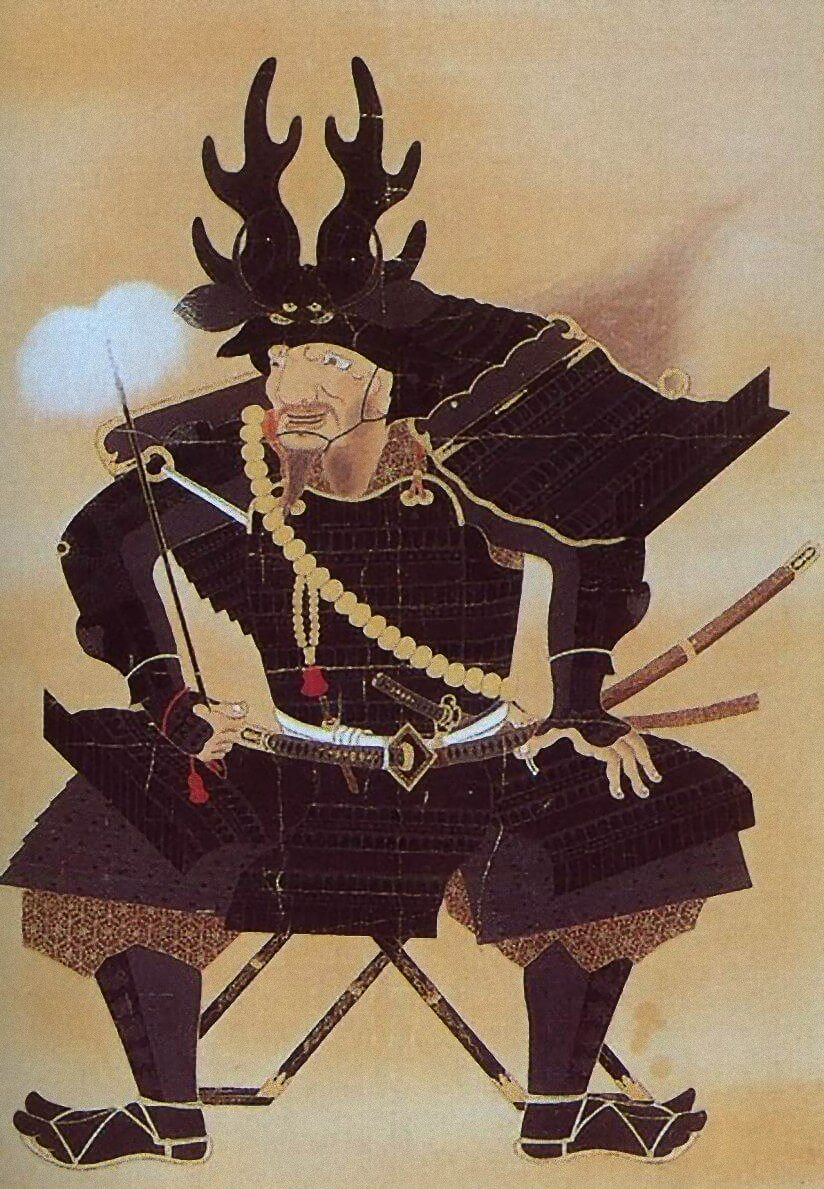
Honda Tadakatsu (1548-1610).
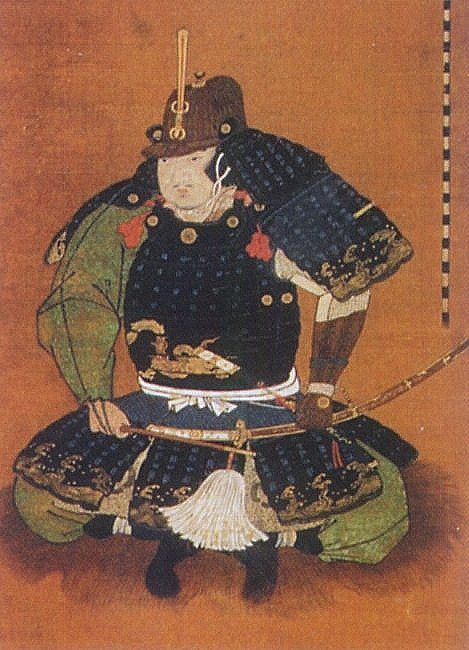
Sakakibara Yasumasa (1548-1606).
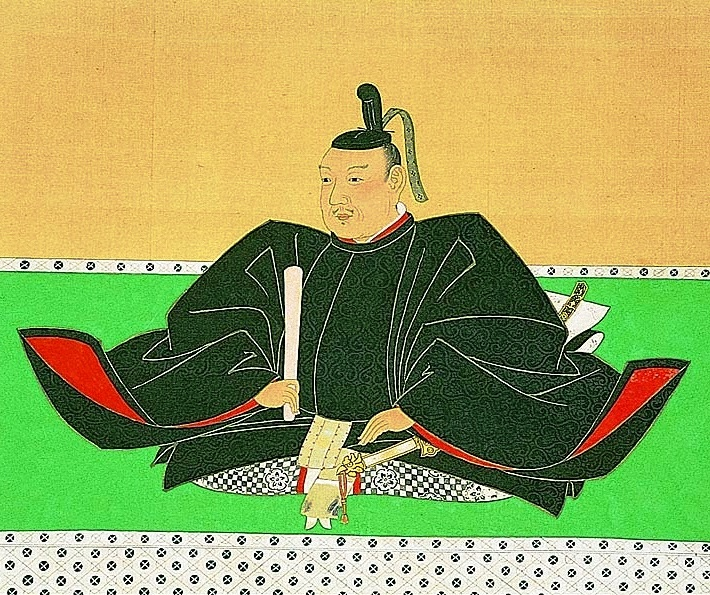
Sakai Tadatsugu (1527-1596).

## Source de la traduction
- (en) Cet article est partiellement ou en totalité issu de l’article de Wikipédia en anglais intitulé « Shitennō (Tokugawa clan) » (voir la liste des auteurs).